# Епископские войны
Епископские войны (англ. Bishops' Wars) — серия вооружённых конфликтов в 1639—1640 годах между Шотландией, восставшей против короля Карла I, и Англией. Обращение Карла I к английскому парламенту с требованием оказания материальной поддержки для ведения войны послужило толчком к Английской революции XVII века.

## Причины войн
Политика короля Карла I по введению в шотландское пресвитерианское богослужение англиканских обрядов и литургии, а также усиление власти епископов, спровоцировали в 1637 году восстание в Шотландии. Шотландское общество объединилось для оказания отпора королевскому абсолютизму и посягательствам на национальную религию. Манифестом восставших стал Национальный ковенант 1638 года. Переговоры короля с шотландцами результата не принесли, а в ноябре 1638 года генеральная ассамблея шотландской церкви приняла решение об отмене нововведений в богослужении и ликвидации епископата, как несовместимого с пресвитерианской верой. Карл I, убеждённый в необходимости епископов для осуществления королём контроля над церковью и будучи в Англии главой епископальной англиканской церкви, не мог признать решения генеральной ассамблеи. В результате стороны начали готовиться к войне.

## Силы сторон
Идеи Национального ковенанта нашли самый широкий отклик у шотландского народа. Вся страна, за исключением немногих убеждённых роялистов в Абердиншире, объединилась для защиты от посягательств короля. Благодаря своевременной подготовке и сбору средств ковенантерам удалось закупить в континентальной Европе вооружение и обмундирование. Была также налажена система набора в шотландскую армию. В Шотландию вернулись ряд опытных полководцев, участвовавших с наёмными отрядами в Тридцатилетней войне, среди которых особенно выделялся Александр Лесли. Ковенантерам удалось найти поддержку у шотландских поселенцев в Ольстере и английских пуритан.
Сторонники короля в Шотландии были в незначительном меньшинстве и группировались вокруг маркиза Хантли и Абердинского университета. Главной силой Карла I были английские вооружённые силы, концентрирующиеся в северных графствах, однако хронический дефицит королевской казны не позволял собрать значительную армию. Более того, непопулярность короля в Англии и симпатия к шотландским протестантам способствовали деморализации королевских войск.
План военной кампании Карла I заключался в одновременной атаке с трёх направлений: армия короля должна была атаковать Шотландию с юга в направлении Эдинбурга; флот под руководством графа Эрандела и маркиза Гамильтона должен был высадить десант в Абердиншире и вместе с отрядами Хантли наступать на Перт; а в Кинтайр планировалось вторжение ирландских войск графа Антрима. Общая численность королевских войск превышала 200 тысяч человек.

## Первая Епископская война (1639 год)
Несмотря на прекрасный план военной кампании Карла I, инициативу захватили шотландцы. Уже в январе 1639 года шотландские отряды овладели королевскими замками Далкит и Дамбартон. В феврале армия ковенантеров под командованием графа Монтроза атаковала роялистов Абердиншира. Лишь один английский корабль смог высадить десант в поддержку отрядов маркиза Хантли. В результате 19 июня Монтроз захватил Абердин. Попытки ирландского вторжения в Кинтайр были отбиты войсками графа Аргайла. В мае королевские войска прибыли в Берик и попытались форсировать Туид, однако были остановлены шотландской армией Александра Лесли.
18 июня 1639 года в Берике было подписано перемирие между королём и ковенантерами. Стороны обязались сложить оружие, а Карл I обещал созвать парламент Шотландии и передать спорные вопросы на его рассмотрение.

## Межвоенный период
Берикское перемирие было использовано Карлом I для переговоров с умеренными ковенантерами (включая Монтроза), однако компромисса стороны не достигли: король по-прежнему настаивал на сохранении епископата в шотландской церкви, что было неприемлемо для ковенантеров. Раздосадованный король прервал переговоры и вернулся в Лондон, отказавшись участвовать в работе шотландских генеральной ассамблеи и парламента. 12 августа в Эдинбурге открылась генеральная ассамблея шотландской церкви, которая не только подтвердила ликвидацию епископата, но и объявила, что сам пост епископа противен божественным установлениям. Собравшийся 31 августа парламент законодательно утвердил решения генеральных ассамблей. Лидеры ковенантского движения начали переговоры с Францией о военной поддержке.
В свою очередь, король Карл I был вынужден в начале 1640 года созвать английский парламент для утверждения субсидий на продолжение войны с Шотландией. Однако депутаты этого парламента (получившего название «Короткого») выступили против посягательств короля на свободы народа и отказали в субсидиях. Положение Карла I ещё больше осложнилось.

## Вторая Епископская война (1640 год)
В конце лета 1640 года война возобновилась. Ведущим советником короля в это время стал бывший наместник Ирландии граф Страффорд. Он с большой энергией приступил к реорганизации королевской армии и нахождению новых источников её финансирования. Однако инициатива вновь принадлежала шотландцам: 20 августа войска Александра Лесли перешли Туид и вступили на территорию Англии. Быстрым маршем пройдя по Нортумберленду, шотландцы атаковали английскую армию лорда Конвея и в битве при Ньюберне одержали победу. 30 августа войска Лесли захватила Ньюкасл. В королевской армии начались волнения против несправедливой войны в защиту ненавидимых пуританами епископов. Карл I был вынужден пойти на переговоры с шотландцами.

## Рипонское перемирие
По условиям Рипонского перемирия, заключённого 26 октября 1640 года, шотландские войска оккупировали шесть североанглийских графств и получали от короля денежное содержание в размере 850 фунтов стерлингов в день. Переговоры продолжились в Лондоне, где Карл I был вынужден созвать новый парламент для санкционирования введения налога для выплаты шотландцам. Этот парламент, получивший название «Долгого», аннулировал абсолютистские мероприятия короля, обвинил в государственной измене ведущих королевских советников и фактически захватил власть в стране. Депутаты Долгого парламента поддержали требования ковенантеров на переговорах шотландцев с королём.

## Лондонский мир
21 июня 1641 года между Англией и Шотландией был заключен Лондонский мир: Карл I обязался утвердить все постановления шотландского парламента, принятые со времени начала восстания в 1637 году, объявить амнистию участникам мятежа и войны и вывести королевские гарнизоны из Берика и Карлайла. Кроме того шотландская армия должна была получить денежную компенсацию в размере 300 тысяч фунтов стерлингов, до выплаты которой сохранялась оккупация североанглийских графств.
В 1641 году король предпринял поездку в Шотландию, где утвердил решения шотландского парламента и возобновил переговоры с умеренными ковенантерами. В 1642 году в Англии началась гражданская война между роялистами и сторонниками парламента, которая вскоре распространилась и на Шотландию, в результате чего результаты шотландской победы в Епископских войнах перестали быть актуальными (подробнее см. Гражданская война в Шотландии).